# Prizlava
Prizlava ist eine abgegangene slawische Niederungsburg aus dem 11. Jahrhundert am Zusammenfluss von Elbe und Havel.

## Erwähnung
Die Burg (castrum Prizlava) wurde nur in der Chronik des Annalista Saxo genannt, anlässlich einer Schlacht eines sächsischen Heeres unter Markgraf Wilhelm der Nordmark und slawischen Lutizen im Jahr 1056. 

## Lage
Die Burg lag am Ufer des Flusses Elbe, wo dieser den Fluss Havel in sich aufnimmt (situm est in littore Albis fluvii in ostio, ubi in se recipit Habolam fluvium). Die genaue Lage der Burg ergibt sich nicht eindeutig. Möglich sind
- zwischen Elbe und Havel bei Neuwerben

Eine Wiese Prinzlowe wurde 1225 der Stadt Werben vom Vormund Heinrich der brandenburgischen Markgrafenbrüder vermacht. Dazu wurde ein Fluss Sure erwähnt. Ein ehemaliges Flurstück Sühre ist zwischen Elbe und Havel bei Neuwerben bekannt. Die Burg könnte in deren Nähe gelegen haben, denn die Kämpfe 1056 fanden zwischen den beiden Flüssen statt.
- nördlich der Havel bei Roddan

Es gibt die Überlegung, die Burg könnte auch auf der gegenüberliegenden Seite der Havel gelegen haben. Dies widerspricht aber der Angabe, sie habe an der Elbe gelegen.
- an einer anderen Stelle der Elbe

Die Burg könnte auch an einer anderen Stelle als die Wiese gelegen haben und die Wiese sei nur nach der Burg benannt gewesen.
Eine eindeutige archäologische Zuordnung gab es bisher nicht.

## Quelle
- Klaus Naß (Hrsg.): Scriptores (in Folio) 37: Die Reichschronik des Annalista Saxo. Hannover 2006, S. 398 (Monumenta Germaniae Historica, Digitalisat)